# 啄木の骨
『啄木の骨』（たくぼくのほね）は、日本のノンフィクション書籍。著者は北海道函館市のジャーナリスト、小野寺脩郎。函館市の有限会社・幻洋社より1993年（平成5年）7月10日発行。
1913年（大正2年）に函館市中央図書館初代館長の岡田健蔵が、石川啄木の妻である節子夫人や宮崎郁雨の依頼のもと、東京府（後の東京都）浅草から啄木の遺骨を引き取って函館へ持ち帰り、1926年（大正15年）に啄木一族の墓が函館の立待岬に建立されるまでの経緯を綴った作品である。この啄木にまつわるエピソードを主軸とし、岡田の函館図書館設立にまつわる一連のエピソードも盛り込まれている。
岡田は小野寺からこの件で取材を受けた際、自身を語ることを嫌う性格のために経緯を明かすことを渋っており、絶対に他言しないことを条件として取材に応じた。岡田の没後、小野寺は貴重な資料を後世に残したいという思いから、1977年（昭和52年）に執筆を開始。入院先の病床でも校正を続けていたが、志半ばにして1982年（昭和57年）に死去した。
その後、小野寺の長女が函館市のタウン誌『街』の編集に加わっていたことから、編集長である作家・木下順一が小野寺の遺稿の存在を知った。木下が「函館の『啄木崇拝』のもとになった岡田の心理がよく出ており文学的にも優れた作品」として長女に遺稿の発行を薦め、木下による校正を経て、小野寺の没後11年を経て発行に至った。
函館の文学研究家である桜井健治は「遺骨埋葬当時の状況を明らかにするものとして資料的価値が高い」、詩人の田中俊廣は「作家や研究者でない方が、長年、丹念に地道に情熱的に調査してきた労作です」、歌人の福島泰樹は「図書館建設の事業に私財を注ぎ込み、一生を捧げた岡田健蔵という男の破天荒で純朴で無私な魂へ捧げる作者の愚直なまでの心情のたかまりは、これまた現在形で私の胸を焦がした」「本書は啄木、健蔵、脩郎という、この時空を異にする三体の骨と三基の墓が伝えるしたたかに熱い、反骨の黙示録である」と評価している。